# Sharmell Sullivan
Sharmell Sullivan-Huffman, melhor conhecida por Queen Sharmell ou simplesmente Sharmell (Gary, Indiana,  2 de novembro de 1970), é uma manager e lutadora de wrestling estadunidense e esposa de Booker T. Trabalhou para a WWE e Total Nonstop Action Wrestling.